# Islands Buchten und Landzungen
Von Islands Buchten und Landzungen sind meist nur die Buchten benannt.
In Island werden sie oft Fjorde genannt.
Nur wenige Landzungen zwischen den Fjorden sind namentlich bekannt.
Im Westen und Norden sind nur die großen Buchten und Halbinseln angegeben.
Die Ostfjorde sind ausführlich angegeben.

Die Südküste hat nur wenige Buchten.
| Landzunge        | Fjord / Bucht     | Gebiet Landesteil |
| ---------------- | ----------------- | ----------------- |
| Reykjanes        | Faxaflói          | Suðurnes          |
| Snæfellsnes      | Faxaflói          | Vesturland        |
| Snæfellsnes      | Breiðafjörður     | Vesturland        |
| Vestfirðir       |                   | Vesturland        |
| Húnaflói         | Norðurland vestra |                   |
| Húnaflói         | Norðurland vestra | Skagi             |
| Skagafjörður     | Norðurland vestra |                   |
| Tröllaskagi      | Norðurland vestra |                   |
| Eyjafjörður      | Norðurland eystra |                   |
| Eyjafjörður      | Norðurland eystra | Flateyjarskagi    |
| Skjálfandi       | Norðurland eystra |                   |
| Tjörnes          | Norðurland eystra |                   |
| Öxarfjörður      | Norðurland eystra |                   |
| Melrakkaslétta   | Norðurland eystra |                   |
| Þistilfjörður    | Norðurland eystra |                   |
| Langanes         | Norðurland eystra |                   |
| Bakkaflói        | Austurland        |                   |
| Bakkaflói        | Austurland        | Digranes          |
| Vopnafjörður     | Austurland        |                   |
| Kollmúli         | Austurland        |                   |
| Héraðsflói       | Austurland        |                   |
| Bimsnes          | Austurland        |                   |
| Njarðvík         | Austurland        |                   |
| Landsendi        | Austurland        |                   |
| Borgarfjörður    | Austurland        |                   |
| Almenningstangi  | Austurland        |                   |
| Brúnavík         | Austurland        |                   |
| Skjótanes        | Austurland        |                   |
| Hvalavík         | Austurland        |                   |
| Glettingsnes     | Austurland        |                   |
| Húsavík          | Austfirðir        |                   |
| Húsavík          | Austfirðir        | Alftavíkurfjall   |
| Loðmundarfjörður | Austfirðir        |                   |
| Borgarnes        | Austfirðir        |                   |
| Seyðisfjörður    | Austfirðir        |                   |
| Dalatangi        | Austfirðir        |                   |
| Mjóifjörður      | Austfirðir        |                   |
| Fiesjartangi     | Austfirðir        |                   |
| Norðfjörður      | Austfirðir        |                   |
| Hellisfjarðarnes | Austfirðir        |                   |
| Hellisfjörður    | Austfirðir        |                   |
| Viðfjarðarnes    | Austfirðir        |                   |
| Viðfjörður       | Austfirðir        |                   |
| Barðsnes         | Austfirðir        |                   |
| Sandvík          | Austfirðir        |                   |
| Gerpir           | Austfirðir        |                   |
| Vöðlavík         | Austfirðir        |                   |
| Krossanestangi   | Austfirðir        |                   |
| Reyðarfjörður    | Austfirðir        |                   |
| Hólmanes         | Austfirðir        |                   |
| Eskifjörður      | Austfirðir        |                   |
| Vattarnes        | Austfirðir        |                   |
| Fáskrúðsfjörður  | Austfirðir        |                   |
| Strembitangi     | Austfirðir        |                   |
| Stöðvarfjörður   | Austfirðir        |                   |
| Kambanes         | Austfirðir        |                   |
| Breiðdalsvík     | Austfirðir        |                   |
| Streitishvarf    | Austfirðir        |                   |
| Berufjörður      | Austfirðir        |                   |
| Búlandsnes       | Austfirðir        |                   |
| Hamarsfjörður    | Austfirðir        |                   |
| Melrakknes       | Austfirðir        |                   |
| Álftafjörður     | Austfirðir        |                   |
| Eystrahorn       | Austfirðir        |                   |
| Lónsvík          | Austfirðir        |                   |
| Vestrahorn       | Austfirðir        |                   |
| Hornafjörður     | Suðurland         |                   |

## Hinweis
Diese Tabelle ist noch nicht vollständig und kann erweitert werden.